# Pipo Gallo
Littman Alfonso Gallo Quintana (Lima, 5 de septiembre de 1961-4 de noviembre de 2023), más conocido como Pipo Gallo, fue un actor peruano y  profesor universitario conocido por ser uno de los fundadores y miembros originales del proyecto y escuela teatral Patacláun. Además, formó parte de los primeros elencos de este grupo, que incluían a los actores más icónicos, colaborando con ellos en un episodio de la serie de televisión derivada de este proyecto teatral.

## Biografía
Hijo de Littman Gallo Agurto, un destacado periodista deportivo conocido como «Gallito», y fue también hermano de Máximo «Polo», Gigi y Chacha. Realizó sus estudios de Comunicación en la Universidad de Lima, donde desempeñó el papel de profesor y dirigió un grupo teatral denominado Metropolis, teatro de la urbe. En ese tiempo, dirigió la adaptación local Dios de Woody Allen.
Fue allí, en colaboración con Tato Ventocilla, quien también era actor y colíder del grupo, y su amiga July Naters, que comenzaron a experimentar con el estilo clown, el cual July había estudiado en Argentina. Gallo y Ventocilla fueron los responsables de renombrar el grupo teatral, optando finalmente por el nombre de Patacláun, una fusión de «pata», un término coloquial peruano utilizado para referirse a la amistad, y «cláun», la adaptación española de la palabra «clown».
Dentro de Pataclaun, Gallo participó como parte del elenco de actores en sus primeras y aclamadas funciones teatrales, Pataclaun en el A.M.O.R, Pataclaun en la ciudad, Pataclaun en…rollado y Pataclaun en pareja, realizados antes de que el proyecto teatral lanzara su programa de televisión. Para este mismo, que se llamaría Pataclaun, estrenado en 1997, Gallo se dedicaría exclusivamente a la asistencia de dirección, aunque participaría en un episodio de la primera temporada del espacio televisivo claun, interpretando a la mascota del programa, un perro que hablaba en términos intelectuales y era confundido con un mono por el resto de los personajes. De acuerdo a July Naters, la participación de su personaje ocurrió solo una vez debido a aquella personalidad intelectual, la cual no funcionó dentro de la televisión. 
Residió por muchos años en el Distrito de San Bartolo, Lima.
Gallo falleció la madrugada del 4 de noviembre de 2023, producto de un cáncer que lo había obligado a internarse.